# Crypturellus casiquiare
Crypturellus casiquiare là một loài chim trong họ Tinamidae.